# Galeàs Maria Sforza
Galeàs Maria Sforza (en italià: Galeazzo Maria Sforza) (Fermo, Estats Pontificis 1444 - Milà, Ducat de Milà 1476) fou el duc de Milà entre 1466 i 1476.
Membre de la família Sforza, els governants de Milà, famosos com a patrocinadors de les arts i la música, Galeàs Maria va ser conegut per dur una vida luxuriosa i per la seva tirania i crueltat.

## Orígens familiars
Va néixer el 24 de gener de 1444 a la població de Fermo, situada en aquells moments als Estats Pontificis i que avui en dia forma part de la regió de Marques, sent el fill gran del duc Francesc I Sforza i Blanca Maria Visconti. Fou net per línia paterna de Muzio Sforza i Llúcia da Torsano, i per línia materna de Felip Maria Visconti i Agnès del Maino. Fou germà de Lluís Maria Sforza i cunyat d'Alfons II de Nàpols.

### Reputació
Galeàs Maria, tot i el seu amor per la música, és també recordat per tenir un costat cruel. Notable faldiller, sovint compartia les seves conquestes amb els seus cortesans una vegada se n'havia cansat d'elles. Així mateix se li atribueix un caràcter cruel envers els seus enemics i detractors.

## Núpcies i descendents
Es casà el 1466 amb Dorotea Gonzaga, filla de Lluís III de Màntua i Bàrbara de Hohenzollern. D'aquesta unió no tingueren fills.
Es casà, en segones núpcies, el 9 de maig de 1468 a la ciutat de Milà amb Bonna de Savoia, filla del duc Lluís I de Savoia i Anna de Lusignan. D'aquesta unió nasqueren:
- Joan Galeàs Sforza (1469-1494), duc de Milà
- Ermes Sforza (1470-1503), marquès de Tortona
- Blanca Maria Sforza (1472-1510), casada el 1474 amb Filibert I de Savoia i el 1494 amb Maximilià I del Sacre Imperi Romanogermànic
- Anna Sforza (1473-1497), casada el 1491 amb Alfons I d'Este

Tingué diversos fills il·legítims, entre els quals destaca:
- Caterina Sforza (1463-1509), casada el 1497 amb Joan de Mèdici

## Mecenatge

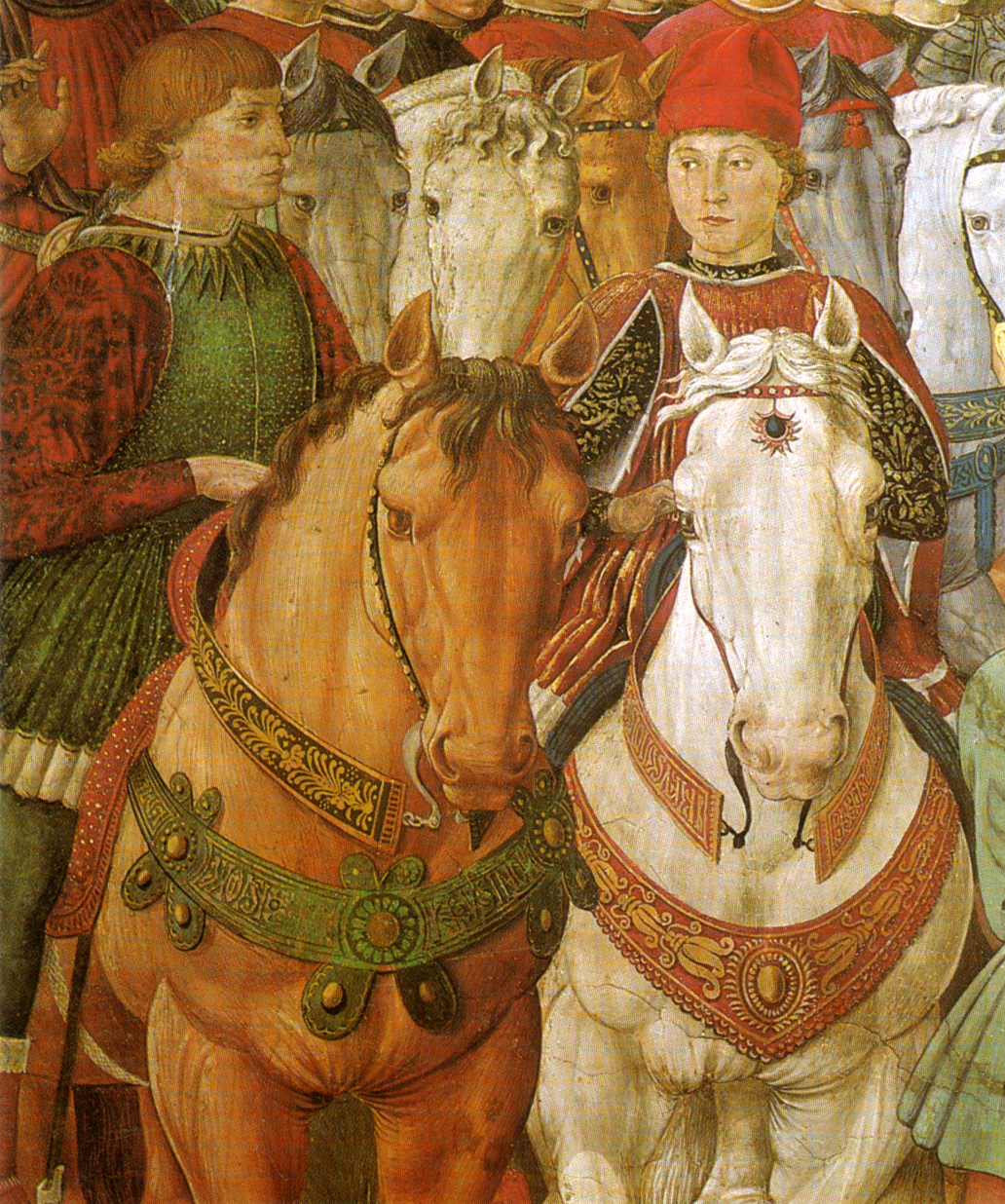
Pintura de Segimon Malatesta i Galeàs Maria Sforza al Palau Medici Riccardi (Florència).

Galeàs Maria fou un gran protector de la música, sota la seva direcció, finançament econòmic i estímul la seva capella va créixer fins a convertir-se en un dels conjunts musicals més famosos i significants del moment. Compositors del nord d'Europa, especialment els de l'escola francoflamenca, pertanyents avui en dia als Països Baixos van cantar a la seva capella i van escriure misses, Motets i música secular per a ell. Algunes de les figures associades amb la capella Sforza són Alexander Agricola, Johannes Martini, Loyset Compère i Gaspar van Weerbeke.
No obstant això, la majoria dels cantants de la capella van fugir després de l'assassinat de Galeàs, assentant-se en qualsevol altre lloc. A causa d'això, aviat es va donar un auge en els estàndards musicals en altres ciutats, com pot ser a Ferrara.

## Assassinat

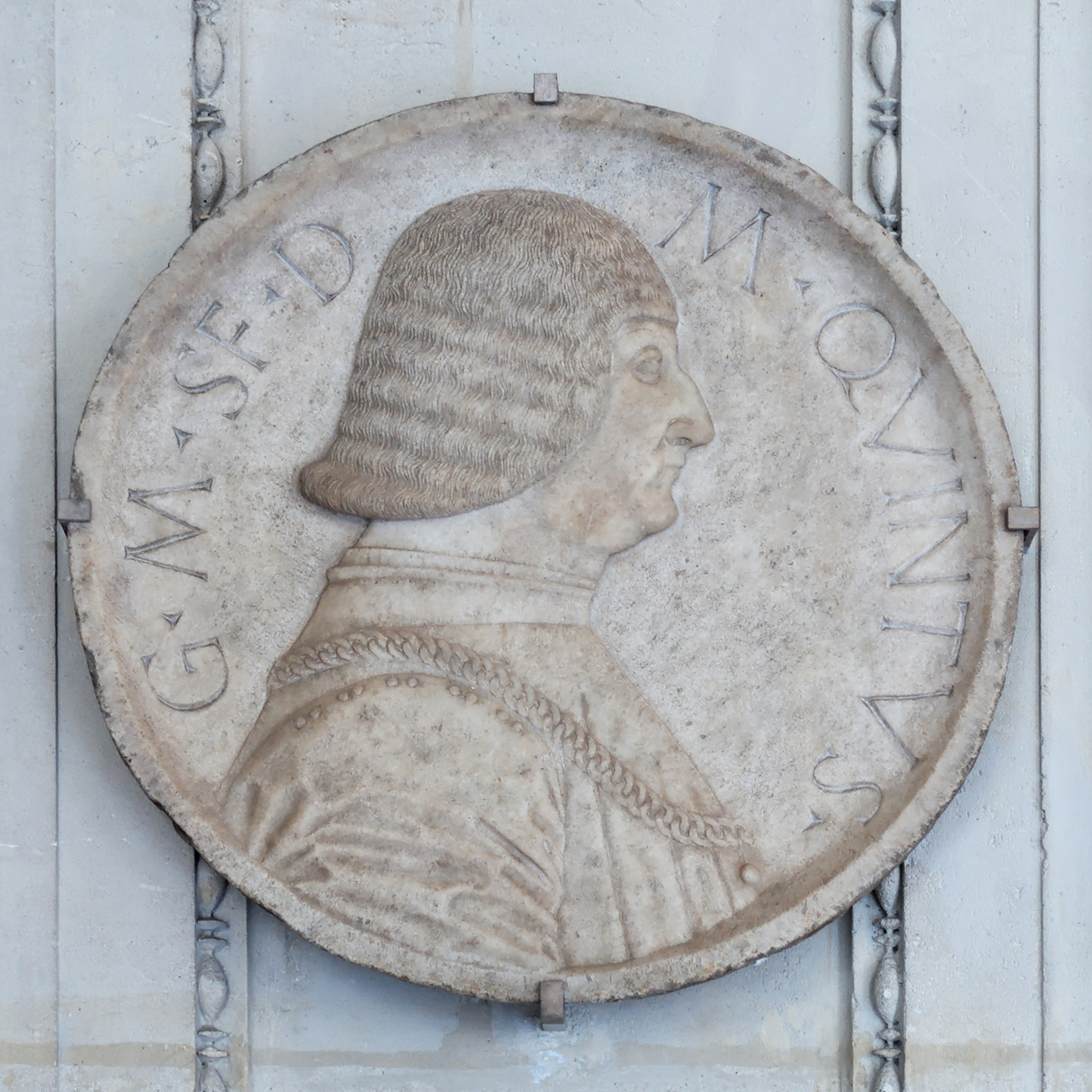
Retrat sobre marbre de Galeàs Maria Sforza conservat al Museu del Louvre.

Hi va haver tres principals involucrats en la seva mort, ocorreguda el 26 de desembre de 1476 a Milà: Carlo Visconti, Gerolamo Olgiati i Giovanni Andrea Lampugnani, tots ells oficials amb alts càrrecs a la cort milanesa. Lampugnani descendia de la noblesa milanesa i és reconegut com el cap de la conspiració. Els seus principals motius estaven basats en una disputa per unes terres, en la qual Galeàs va fallar en intervenir fent que la família Lampugnani perdés propietats considerables. Visconti i Olgiate, per la seva part, també es van enemistar amb el duc, el primer per les seves idees republicanes idealistes i el segon per honor familiar.
Després d'estudiar curosament els moviments del Duc, els conspiradors van fer el seu moviment el dia de Sant Esteve de 1476. Amb el suport d'uns trenta amics, els tres homes van esperar a l'església de Sant Esteve de Milà que el duc assistís a la missa. Quan va arribar, Lampugnani es va agenollar davant ell i van intercanviar diverses paraules. De cop i volta, es va incorporar i el va apunyalar a l'engonal i al pit, sent posteriorment apunyalat també per Olgiati, el Visconti i un servent de Lampugnani.
Galeàs Maria va morir en qüestió de segons, i tots els assassins van escapar precipitadament de l'escena, exceptuant Lampugnani, que si bé inicialment s'amagà a l'església posteriorment fou assassinat. A pesar que el cadàver del duc va ser retirat de l'església immediatament, no va trigar a caure en possessió de les masses, que el van arrossegar pels carrers, apallissant-lo fins que va ser penjat, de cap per avall. L'endemà fou baixat d'on era i fou decapitat en un acte simbòlic, li van tallar la mà dreta, la van cremar i van exhibir el seu cos.
Malgrat la reacció pública inicial, el govern de la ciutat va repartir justícia, que no va trigar a veure's encoratjada pel mateix poble. Els conspiradors no van pensar massa en les repercussions del seu crim, i van ser capturats en pocs dies. Visconti i Olgiati van ser executats, així com el servent de Lampugnani que havia participat en l'assassinat, en una cerimònia pública que va concloure amb l'exposició dels cossos com a advertiment als altres.
L'evidència de les confessions dels conspiradors indicà que l'assassinat va ser promogut per l'humanista Cola Montano, que havia abandonat Milà mesos abans i que guardava rancor a Galeàs per haver rebut una pallissa pública uns anys abans.